# 大零号湾
大零号湾又稱大零号湾全球创新创业集聚区、零号湾全球创新创业集聚区、零号湾，是位於中華人民共和國上海市閔行區的科技企業園區，它北至申嘉湖高速，西至沪闵路，东至虹梅南路、南至黄浦江，总面积约17平方公里，並且與上海交大闵行校区為鄰。大零号湾境內有大零号湾科创大厦以及创想600、思源创新园、飞马旅科创园、上海交通大学科技园等众创空间和企业孵化器。園區內以四大产业企業為主，分別是医疗机器人、人工智能、海洋装备、新材料领域。
大零号湾劃分為3個功能區，其中核心策源区（“C”区）由上海交大、华东师大等高校院所构成，主要提供各類技术支持。成果转化区（“T”区）以沧源路、剑川路为主轴，主要承接高校院所成果转化项目以及高校师生创业。开放创新区（“O”区），主要提供“T”区企业的發展服務。
大零号湾与杨浦国家创新型城区、浦东张江科学城以及青浦华为基地一起並列為上海四大创新園區。

## 歷史
2015年，闵行区人民政府與上海交大、上海地产集团決定共建零号湾。2016年，闵行区人民政府成立区属国资平台上海南滨江投资发展有限公司負責推进大零号湾的建设。2019年，大零号湾启动建设。
2021年7月29日，大零号湾科创大厦（上海南部科创公共服务中心）启用，大厦主要提供行政、创业、人才、金融、会议会展等方面的服务。
2022年7月28日，大零号湾科技创新策源功能区管理委员会揭牌。截至2022年8月底，已有航空、航天、船舶、核电装备等10多家科研院所，30多家国家级重点实验室、工程研究中心以及超500家企业入駐大零號灣，其中就包括宁德时代未来能源研究院、电气西门子智慧能源赋能中心、歌尔光学研发中心。

## 外部連結
- 官方网站